# Marek Furiusz Kamillus

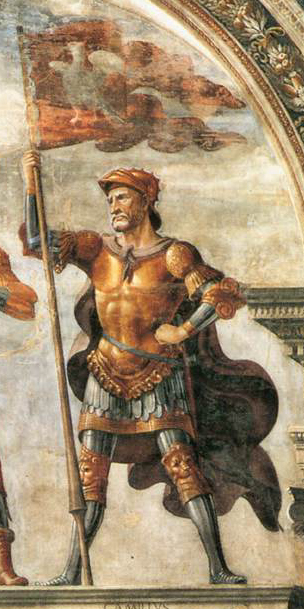
Marek Furiusz Kamillus (fresk D. Ghirlandaio z florenckiego Palazzo Vecchio)

Marek Furiusz Kamillus, Marcus Furius Camillus (ur. około 446 p.n.e., zm. 364 p.n.e.) – wódz i reformator armii rzymskiej, wielokrotny trybun konsularny i dyktator.

## Życiorys
Odznaczył się w bitwie z Wolskami i Etruskami, w armii dyktatora Aulusa Postumiusa Tubertusa. W roku 396 p.n.e. mianowano go trybunem, a później dyktatorem podczas nowej wojny z Etruskami. Również i tym razem osiągnął zwycięstwo i zdobył etruskie miasto Weje. Mocno ufortyfikowane miasto zdobyte dzięki podkopowi tak obliczonemu, aby jego wyjście przypadało na samym rynku miasta. Po jego zdobyciu (396 p.n.e.), odbył okazały triumf, w którym jako pierwszy w historii jechał rydwanem zaprzężonym w cztery białe konie. Był to także ostatni przypadek, by triumfator miał pomalowaną na czerwono twarz. W czasie wojny z Falerami znów został trybunem, ale musiał ustąpić ze stanowiska oskarżony o nadużycia. Jego oddziały rozczarowane wydanym przez niego zakazem plądrowania zdobytego miasta, oskarżyły go bowiem o przywłaszczenie części zdobyczy. W roku 389 p.n.e. udał się na dobrowolne wygnanie do Ardei.
Jednak parę miesięcy później odzyskał władzę, kiedy Galowie z Brennusem na czele zdobyli Rzym oraz złupili i spalili miasto. Mężczyźni zdolni do walki, kobiety i dzieci schronili się na Kapitolu. Ludność przed masakrą uratowały gęsi kapitolińskie – święte ptaki bogini Junony, które swym krzykiem ostrzegły obrońców przed nocnym atakiem Galów. Kamillus zebrał armię i zaatakował wroga w pobliżu Ardei. Następnie wyruszył na odsiecz Rzymowi. Galowie zgodzili się wycofać w zamian za zapłacenie okupu w wysokości 1000 funtów złota. Gdy gwichty na szali okazały się posłom rzymskim podejrzane, skarżyli się wodzowi galijskiemu; ten ze śmiechem zdjął swój długi miecz i wraz z ciężkim pasem rzucił go na szalę odważników mówiąc Vae victis (łac. biada zwyciężonym). Wtedy to właśnie nadciągnął Kamillus ze swoimi oddziałami i rzekłszy do posłów „Nie złotem, lecz mieczem Rzym wykupuje swobodę”, siłą wyparł Galów z miasta. Później wielokrotnie jeszcze powierzano mu urzędy trybuna i dyktatora. Prowadził wojny z Ekwami, Latynami, Wolskami i ponownie z Galami. Zmarł w wieku ponad 80 lat jako ofiara zarazy.
Jego sukcesy wojenne poskutkowały nadaniem mu przydomka „drugiego założyciela Rzymu”.